# Xaver Ernst
Xaver Ernst (* 3. Oktober 1902 in Marzling, Landkreis Freising; † 10. April 1998 ebenda) war ein deutscher Landwirt.
Ernst trat zum 1. Mai 1933 der NSDAP bei (Mitgliedsnummer 3.447.106). Er übernahm 1937 den elterlichen Bauernhof mit 100 Tagewerken in Marzling. Von 1952 bis 1968 war er Präsident des Bezirksverbands Oberbayern des Bayerischen Bauernverbandes.
Bei der Landtagswahl 1950 wurde Ernst für die Bayernpartei im Stimmkreis Freising-Stadt und -Land direkt gewählt und gehörte so dem Bayerischen Landtag in der zweiten Wahlperiode der Nachkriegszeit vom 26. November 1950 bis zum 28. November 1954 an. Vom 26. November 1955 bis zum 31. Dezember 1969 war er Mitglied des Bayerischen Senats.

## Auszeichnungen
- 1962: Bayerischer Verdienstorden